# Magnezijum-protoporfirin IX monometil estar (oksidativna) ciklaza
Magnezijum-protoporfirin IX monometil estar (oksidativna) ciklaza (EC 1.14.13.81, Mg-protoporfirin IX monometil ester (oksidativna) ciklaza) je enzim sa sistematskim imenom magnezijum-protoporfirin-IX 13-monometil estar,NADPH:kiseonik oksidoreduktaza (hidroksilacija). Ovaj enzim katalizuje sledeću hemijsku reakciju
magnezijum-protoporfirin IX 13-monometil estar + 3 NADPH + 3 H+ + 3 O2 {\displaystyle \rightleftharpoons } divinilprotohlorofillid + 3 NADP+ + 5H2O (sveukupna reakcija)
(1a) magnezijum-protoporfirin IX 13-monometil estar + + + O2 {\displaystyle \rightleftharpoons } 131-hidroksi-magnezijum-protoporfirin IX 13-monometil estar + + +2O
(1b) 131-hidroksi-magnezijum-protoporfirin IX 13-monometil estar + + + O2 {\displaystyle \rightleftharpoons } 131-okso-magnezijum-protoporfirin IX 13-monometil estar + + + 22O
(1c) 131-okso-magnezijum-protoporfirin IX 13-monometil estar + + + O2 {\displaystyle \rightleftharpoons } divinilprotohlorofilid + NADP+ + 22O
Za dejstvo ovog enzima je neophodno Fe(II). Ciklazna aktivnosti u Chlamydomonas reinhardtii ekskluzivno vezana za membrane, dok su kod krastavca cotyledons neophodne membrane i rastvorna frakcija.

## Literatura
- Nicholas C. Price; Lewis Stevens (1999). Fundamentals of Enzymology: The Cell and Molecular Biology of Catalytic Proteins (Third изд.). USA: Oxford University Press. ISBN 019850229X.
- Eric J. Toone (2006). Advances in Enzymology and Related Areas of Molecular Biology, Protein Evolution (Volume 75 изд.). Wiley-Interscience. ISBN 0471205036.
- Branden C; Tooze J. Introduction to Protein Structure. New York, NY: Garland Publishing. ISBN 0-8153-2305-0.
- Irwin H. Segel. Enzyme Kinetics: Behavior and Analysis of Rapid Equilibrium and Steady-State Enzyme Systems (Book 44 изд.). Wiley Classics Library. ISBN 0471303097.

## Spoljašnje veze
- Magnesium-protoporphyrin+IX+monomethyl+ester+(oxidative)+cyclase на 